# Lophotoma bipuncta
Lophotoma bipuncta là một loài bướm đêm trong họ Erebidae.